# Исаэл
Исаэ́л да Си́лва Барбо́за (порт. Isael da Silva Barbosa; род. 13 мая 1988, Сан-Паулу) — бразильский футболист, полузащитник саудовского клуба «Хаджер». Чемпион Венгрии-2019, 4-кратный вице-чемпион Казахстана и 4-кратный обладатель Кубка Казахстана.

## Клубная карьера
Исаэл — воспитанник футбольного клуба «Гремио», в нём же он начал профессиональную карьеру в 2009 году. В 2010 году он играл в аренде за «Спорт Ресифи», и выиграл с ним чемпионат штата Пернамбуку, а в сезоне 2010/11 выступал за турецкий «Гиресунспор».
В 2011 году Исаэл подписал контракт с «Коритибой», но не сыграв в ней ни одного официального матча, отправился по арендам — в «Форталезу» и «Сан-Каэтано». Летом 2012 года он перешёл в португальский «Насьонал», в котором отыграл полгода.
С 2013 года Исаэл выступает за ФК «Краснодар». Первый официальный матч за «Краснодар» он сыграл 8 апреля против «Мордовии», а 5 мая в матче с «Волгой» забил первый гол. После окончания сезона 2013/14 контракт с ним не продлили и он покинул «Краснодар» вместе с ивуарийцем Жераром Гоу.
В июне 2014 года Исаэл и Жерар Гоу заключил контракт с алматинским ФК «Кайрат». Во втором круге чемпионата сыграл 14 игр, забил 5 голов и помог клубу выиграть бронзовые медали. В ноябре победили и в Кубке Казахстана (сыграл три игры и забил один гол).
В 2015 году Исаэл прочно занял место в основе, провёл 27 матчей, забил 6 голов и завоевал с командой серебряные медали. И снова выиграли Кубок Казахстана, Исаэл, как в прошлом году сыграл три игры и забил один гол. Но проиграли по пенальти Суперкубок Казахстана по футболу 2015 чемпиону «Астане».
Весной 2016 года выиграл с командой Суперкубок Казахстана, взяв реванш у «Астаны» тоже по пенальти. В чемпионате Исаэл сыграл 29 игр и забил 7 голов и снова взяли серебряные медали.
Весной 2017 года вновь выиграл с «Кайратом» Суперкубок Казахстана у той же «Астаны» (2:0), а осенью — свой третий Кубок Казахстана у «Атырау» и третью серебряную медаль (8 голов в 32 играх).
В сезоне 2018 года в 28 играх забил 12 голов и выиграл с клубом 4-ю серебряную медаль и решил уйти из команды. 24 ноября все кайратовцы и Исаэль праздновали выигрыш очередного Кубка Казахстана, хотя играли в Кубке только местные футболисты.
1 февраля 2019 года Исаэл подписал контракт с известным венгерским клубом «Ференцварош». Но открыл счёт своим голам только в предпоследнем туре 11 мая в игре с «Дебреценом» (2:1), когда его клуб за три тура до конца уже стал чемпионом страны.

## Достижения
«Кайрат»
- Бронзовый призёр чемпионата Казахстана: 2014
- Серебряный призёр чемпионата Казахстана (4): 2015, 2016, 2017, 2018
- Обладатель Кубка Казахстана (4): 2014, 2015, 2017, 2018
- Обладатель Суперкубка Казахстана (2): 2016, 2017

«Ференцварош»
- Чемпион Венгрии: 2018/2019